# Sylvia Plachy

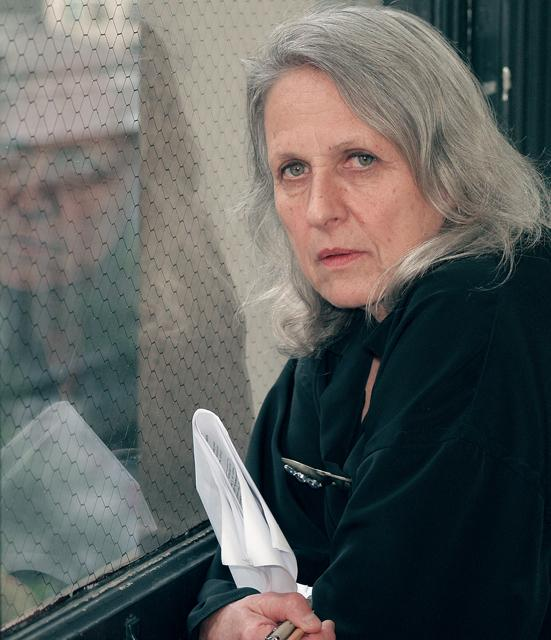
Sylvia Plachy (2009)

Sylvia Plachy (ur. 24 maja 1943 w Budapeszcie) – amerykańska fotografka pochodzenia węgierskiego.

## Życiorys
W 1956 roku, po upadku powstania węgierskiego jej rodzice wyjechali z Budapesztu do Austrii. Część drogi pokonali konnym wozem, ukryci w stosie kukurydzy. W Austrii zrobiła swoje pierwsze zdjęcia, używając aparatu Agfa, otrzymanego od ojca. 
W 1958 rodzina Plachy opuściła Austrię i wyjechała do Stanów Zjednoczonych, najpierw do New Jersey, potem do Queens. Tam zaczęła naukę w Pratt Institute. Jeden z jej nauczycieli skontaktował ją z André Kertészem, z którym się zaprzyjaźniła. Jako jedna z nielicznych studentek zdecydowała się wybrać fotografię do swojego projektu dyplomowego. Nie spotkała się to z pozytywnym odbiorem u wykładowców, ponieważ nie traktowali oni fotografii jako dziedziny sztuki.
Od 1974 roku pracowała w magazynie „The Village Voice”, prowadziła tam kolumnę, zatytułowaną Unguided Tour, w którym co tydzień pojawiała się pozbawiona komentarza fotografia. Wybrane zdjęcia oraz jej inne prace ukazały się w formie książkowej w 1990 roku. Kolejna książka, wydana w 1996 roku, z tekstem  Jamesa Ridgewaya, zatytułowana Red Light, stanowiła dokumentalny portret nowojorskiego przemysłu erotycznego.  
W 2009 roku została uhonorowana Nagrodą im. Ericha Salomona. 
Poślubiła nowojorskiego nauczyciela historii Elliota Brody'ego. W 1973 roku urodziła syna Adriena Brody'ego, który został aktorem.

## Twórczość
- Sylvia Plachy's Unguided Tour, 1990, ISBN 978-0-89381-393-2
- Red Light: Inside the Sex Industry, wraz z Jamesem Ridgewayem, 1996, New York: Powerhouse Books. ISBN 978-1-57687-000-6.
- Signs & Relics, 1999, New York: Monacelli Press, ISBN 978-1-58093-057-4.
- Self Portrait With Cows Going Home, 2004, New York: Aperture. ISBN 978-1-931788-43-4
- Out of the Corner of My Eye = De reojo, 2006, Madryt, Umbrage Editions. ISBN 978-1-884167-92-8
- Goings On About Town: Photographs for the New Yorker, 2007, New York: Aperture. ISBN 978-1-59711-051-8.